# Kserożel
Kserożel – ciało stałe formowane przez ostrożne suszenie żelu, bez niszczenia jego mikrostruktury. Przykładem kserożelu jest sucha żelatyna i niektóre rodzaje silikażeli.
Kserożele charakteryzuje zwykle wysoki stopień porowatości (rzędu 25%), przy bardzo małym rozmiarze poszczególnych porów (10–100 nm) oraz bardzo wysoki stopień rozwinięcia powierzchni (rzędu 150–900 m²/g). Kserożele są najczęściej dostępne w formie sproszkowanej, można jednak wytwarzać je także w formie bloków.
W nieco podobny sposób co kserożele produkuje się aerożele, które mają jednak dużo większe rozmiary porów i jeszcze bardziej rozwiniętą powierzchnię.
Kserożele mają szereg zastosowań:
- jako stosunkowo tanie gąbki molekularne – do absorpcji toksyn, wody i innych substancji
- do selektywnego transportu leków i innych substancji czynnych biologicznie
- jako główny składnik proszków elektrostatycznych, stosowanych w drukarkach laserowych i kserokopiarkach.